# Creochiton
Creochiton är ett släkte av tvåhjärtbladiga växter. Creochiton ingår i familjen Melastomataceae.
Kladogram enligt Catalogue of Life:
| Creochiton | \| \| Creochiton bibracteata \| \| \| \| \| \| Creochiton pudibunda \| \| \| \| |
|            | \| \| Creochiton bibracteata \| \| \| \| \| \| Creochiton pudibunda \| \| \| \| |
|            | Creochiton bibracteata                                                          |
|            |                                                                                 |
|            | Creochiton pudibunda                                                            |
|            |                                                                                 |